# Riera de Mirambell
La Riera de Mirambell és una riu de la comarca de l'Anoia, que desemboca al Torrent Bo.